# Raphaël Fumet
Pour les articles homonymes, voir Fumet.
Raphaël Marie Paul Fumet est un compositeur et organiste français né le 31 mai 1898 à Juilly et mort le 28 septembre 1979 à Angers.

## Biographie
Fils du compositeur Dynam-Victor Fumet (élève de César Franck, 1867-1949), frère de l'écrivain Stanislas Fumet, père du flûtiste Gabriel Fumet, Raphaël Fumet manifeste très jeune des dons exceptionnels de pianiste et d'improvisateur.

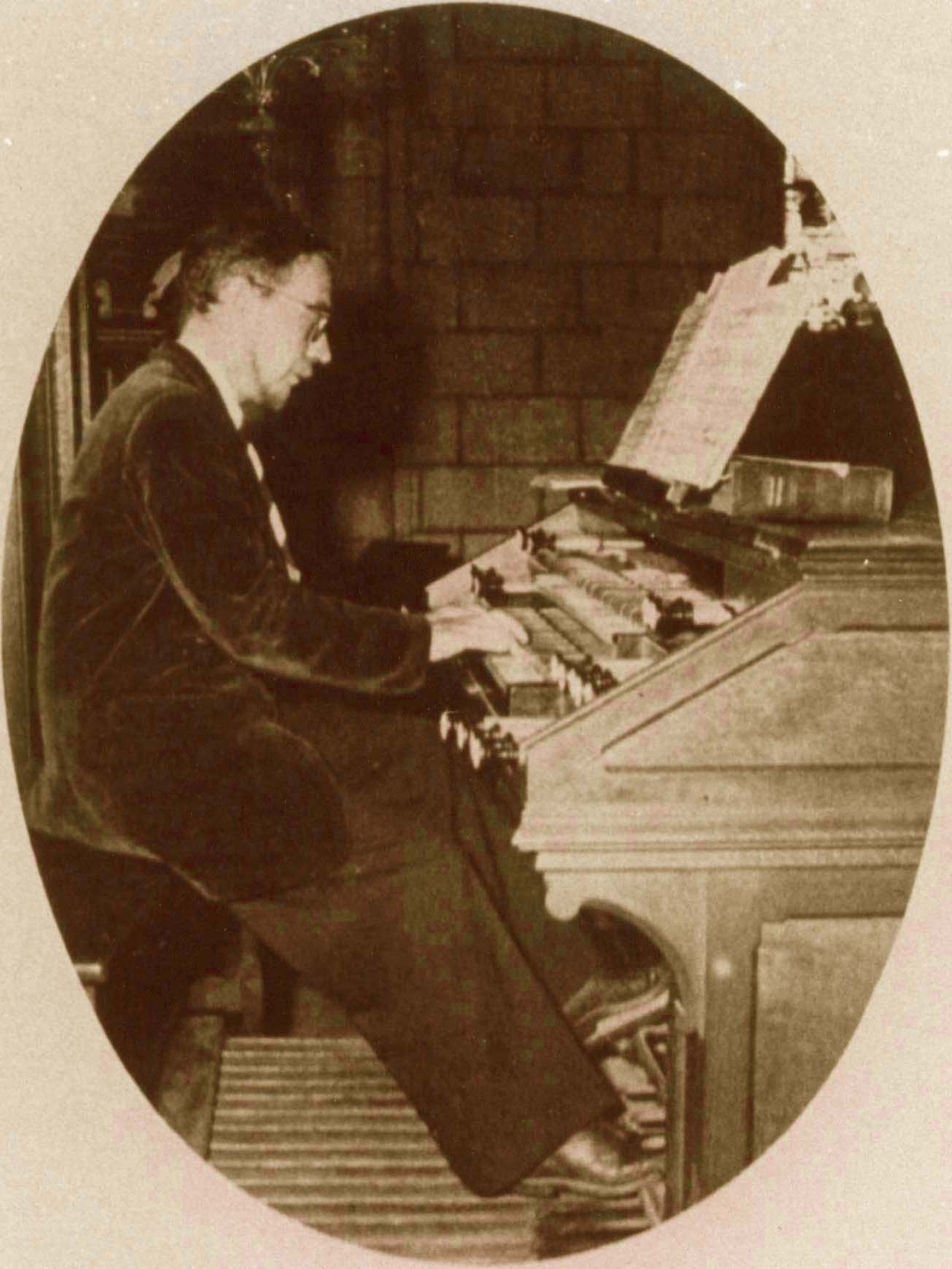
Raphaël Fumet

Parallèlement à ses études de composition avec Vincent d'Indy à la Schola Cantorum, il est engagé dans de nombreux cinémas parisiens où ses facilités extraordinaires lui permettent d'improviser directement à l'orgue sur les images des films muets de cette époque. Son charisme de musicien lui vaut l'amitié de nombreux artistes, principalement à Montparnasse ; il se lie surtout avec des peintres et des sculpteurs encore inconnus comme Soutine, Modigliani, Jeannette Hébuterne, Juan Gris, Joseph Bernard…
De nature très indépendante, naturellement peu porté à affronter le sectarisme exacerbé des querelles esthétiques de son temps, Raphaël Fumet se retire tout d'abord à la campagne dans le célèbre collège de Juilly en Seine et Marne où il restera dix ans Maître de Chapelle. Lors de la débâcle de 1940, il quitte Juilly avec sa famille et s'installe à Angers où il devient professeur de piano et d'harmonie au Conservatoire, ainsi qu'organiste à l'église Saint-Joseph, poursuivant l'œuvre de son père dans un isolement presque total.

## Son œuvre
L'histoire de l'art a toujours été celle du génie plutôt que celle - surtout à notre époque - des divers académismes à la recherche d'un consensus esthétique "historiquement correct". La musique de Raphaël Fumet illustre singulièrement ce paradoxe.

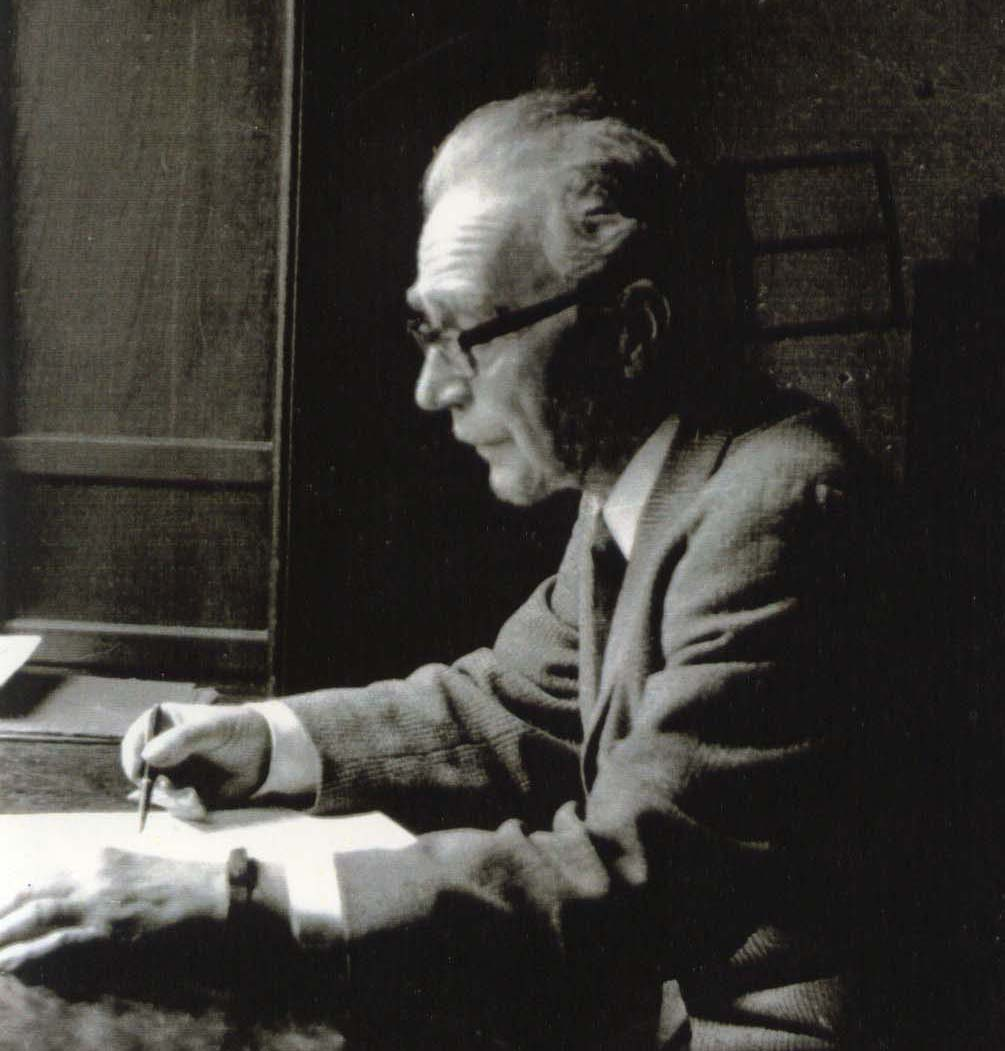
Raphaël Fumet

Bien que possédant au plus haut point les qualités d'un créateur hors pair, il lui manqua essentiellement un savoir-faire social fondamental dans un temps où le compositeur est totalement dépendant des structures de l'institution qui régissent son art dans cette très dure compétition. Cela explique sans doute l'extraordinaire abandon dans lequel est restée son œuvre qui commence seulement à être éditée. Bien sûr, le fait que sa musique ne soit jamais entrée en rupture avec une filiation qu'on pourrait situer de Monteverdi à Stravinsky en passant par son père Dynam-Victor Fumet qu'il vénérait, n'a pas facilité sa promotion dans une période où tout langage ne se recommandant pas de l'avant-gardisme était réputé sans valeur.
De plus, persuadé que sa musique avait peu de chance d'être comprise, Raphaël Fumet ne fera pratiquement rien pour la diffusion de son œuvre. « Je ne crois plus au succès de la musique sérieuse » écrit-il à un ami à propos d'une de ses œuvres, Le Colloque des Horizons, malheureusement disparue. « L'homme du siècle veut jouir dans la musique de tout autre chose que de ce qui est l'harmonie, au sens propre et universel du mot. Il veut du sensuel ou du "scientifique" mais jamais de l'amour qui ressemble aux arbres et aux fleurs, ce qui le fait paraître démodé et sans intérêt. Il est vrai que la réalisation d'une œuvre musicale est un tel travail, une telle entreprise sur sa vie propre, qu'on a peu de temps dans son parachèvement de s'occuper si sa chère fille, le jour de sa présentation au public, aura du succès au bal... »
 Bien que condamné à créer en silence jusqu'à sa mort, sans jamais entendre l'écho de sa musique, Raphaël Fumet nous a laissé - malgré un inévitable découragement - un certain nombre d'œuvres toutes significatives dans leur diversité qui témoigne de la liberté anticonformiste de leur auteur à la recherche, envers et contre tout, de la seule beauté musicale.
 À écouter cette œuvre si forte, on est obligé de considérer qu'il n'y a pas un sens de l'histoire de l'art unique et inéluctable, mais des directions différentes parfois contradictoires avec, dans certains cas, de possibles retours vers des horizons antérieurs…

## Liste des œuvres
- plusieurs ouvrages symphoniques dont la Grande Symphonie de l'âme jouée à deux reprises par l'Orchestre National des Pays de la Loire sous la direction de François Bilger et Marc Soustrot,
- des œuvres pour orgue : Miserere – Toccata – Chant d’amour – Nuit – Prélude – Fugue – Choral à l’ancienne – Le sommeil des fleurs
- des pièces pour piano,
- un quatuor à cordes créé par le Quatuor Via Nova et repris par le Nouveau quatuor de Budapest,
- un quintette à vent créé à Radio France par des membres de l'Orchestre National,
- des œuvres pour flûte,
- diverses œuvres de musique de chambre…

## Enregistrements
- Symphonie de l'âme de Raphaël Fumet, Orchestre du Palais de Tauride - Saint-Pétersbourg, direction Mikhail Golikov. HYBRID'MUSIC H1830 (sortie janvier 2013)
- Intégrale de l'œuvre pour flûte de Raphaël Fumet, avec Gabriel Fumet, Benoît Fromager, Philippe Pierlot, Hubert de Villèle (flûtes), Désiré N'Kaoua, Ichiro Nodaïra, David Berdery (piano), Gérard Caussé (alto), Michel Poulet (violoncelle). Label : Marco Polo (Naxos) - Réf : 8.225295
- L'œuvre pour flûte de Raphaël Fumet, avec Gabriel Fumet, Benoît Fromager, Philippe Pierlot, Hubert de Villèle (flûtes), Gérard Caussé (alto), Michel Poulet (violoncelle), Désiré N'Kaoua (piano), Orchestre de chambre Jean-François Paillard, direction Gérard Jarry. Collection Patrimoine (Naxos), 1995 - Réf 8.554082
- Hommage à Raphaël Fumet, avec Bruno Rigutto (piano), Gérard Caussé (alto), Gabriel Fumet (flûte), Jean Mouillère (violon), Jean Galard (orgue), Ichiro Nodaïra (piano). Orchestre de chambre Jean-Jacques Wiederker, avec Anne Wiederker (violon solo). ARION (ARN68475)
- L'œuvre pour orgue de Raphaël Fumet, avec Henri-Franck Beaupérin (orgue), Gabriel Fumet (flûte), Hervé Noël (trompette). Ligia Digital (Lidi 0109103-01)
- L'œuvre pour orgue de Raphaël Fumet & Dynam-Victor Fumet, avec Jean-Paul Imbert (orgue). Cybelia (CY848)